# Úrsula Goyzueta
Úrsula Goyzueta, född 1787, död 1854, var en boliviansk frihetshjältinna. Tillsammans med Vicenta Juaristi Eguino och Simona Manzaneda räknas hon som en av det bolivianska självständighetskrigets tre frihetshjältinnor.  
Goyzueta var mestis och gift med gerillarebellen Eugenio Choquecallata. År 1814 uppmanade hon till försvar av Santa Barbara mot rojalisterna. För sin delaktighet i områdets försvar dömdes hon av myndigheterna att paradera naken genom staden på en åsna som skamstraff, vilket har fått utgöra en symbol för det spanska kolonialförtrycket i Bolivia. 